# Francesco Sartori
Francesco Sartori (1957) è un compositore italiano.

## Opere
È noto per aver composto la musica di Con te partirò assieme a Lucio Quarantotto per il tenore Andrea Bocelli, e per aver militato nel gruppo veneziano di rock progressivo Le Orme, sostituendo assieme al collega tastierista 'Michele Bon il membro originale Tony Pagliuca, e pubblicando nel 1996 l'album Il fiume a cui sono seguite una proficua tournée concertistica e una nuova raccolta discografica di classici, Amico di ieri (1997), risuonati da Sartori assieme alla formazione di quel periodo.
Il brano di Bocelli "Con te partirò" è stato anche realizzato come duetto nel 2007, con il titolo, "Time to Say Goodbye" dal popolare cantante toscano assieme a Sarah Brightman. 
Per Bocelli, Sartori e Lucio Quarantotto hanno altresì composto "Canto della Terra " e "Immenso", entrambi registrati dal tenore per l'album Sogno del 1999 e "Mille Lune Mille Onde", per l'album del 2001 di Bocelli, Cieli di Toscana.
Sartori e Quarantotto, lavorando per l'etichetta Sugar Music, hanno composto gran parte del repertorio di Bocelli. 
Nel 2022 scrive il singolo "La voce è musica" per il cantante pop lirico Luca Minnelli, contenuto nell'omonimo album, nel quale pure suona e appare nel video musicale. Annuncia quindi l'inizio di una collaborazione regolare con Minnelli.